# Tōgane, Chiba
Tōgane (東金市 Tōgane-shi) là một thành phố thuộc tỉnh Chiba, Nhật Bản.

## Địa lý
Tōgane nằm ở trung tâm tỉnh Chiba giáp ranh với dãy đồi Bōsō. Thành phố này cách thủ phủ tỉnh Chiba khoảng 25 km và cách trung tâm thành phố Tokyo 50 đến 60 km. Thành phố có một số vùng đất rộng lớn được bao quanh bởi thành phố Sanmu, và Sanmu cũng có hai vùng đất nằm trong ranh giới của vùng đất Tōgane.